# Пам'ятник Соломії Крушельницькій (Тернопіль)
Пам'ятник Соломії Крушельницькій в Тернополі — пам'ятник видатній українській оперній співачці Соломії Крушельницькій у місті Тернополі. Перший пам'ятник жінці в Тернополі і перший пам'ятник-монумент Соломії Крушельницькій у повний зріст у світі.
Розташований у сквері імені Тараса Шевченка на однойменному бульварі від вулиці Руської навпроти ЦУМу.
Оголошений пам'яткою монументального мистецтва місцевого значення (охоронний номер 3256).

## Опис

Вигляд на пам'ятник від ЦУМу

Струнка постать співачки в повний зріст в старовинному вбранні з капелюшком розміщена на круглому постаменті. Співачка зображена в нестримному поступі вперед, права рука спирається на вигадливий візерунок перил із застиглої музики.
Постать співачки вилито з бронзи. Пам'ятник заввишки 3,8 м, важить 3,5 т.
Автори композиції — скульптор Володимир Стасюк (Рівне) та брати Андрій та Володимир Сухорські, архітектор Ізабелля Ткачук, які працювали спільно з тернопільськими митцями Данилом Чепілем та Анатолієм Водоп'яном.

## З історії пам'ятника

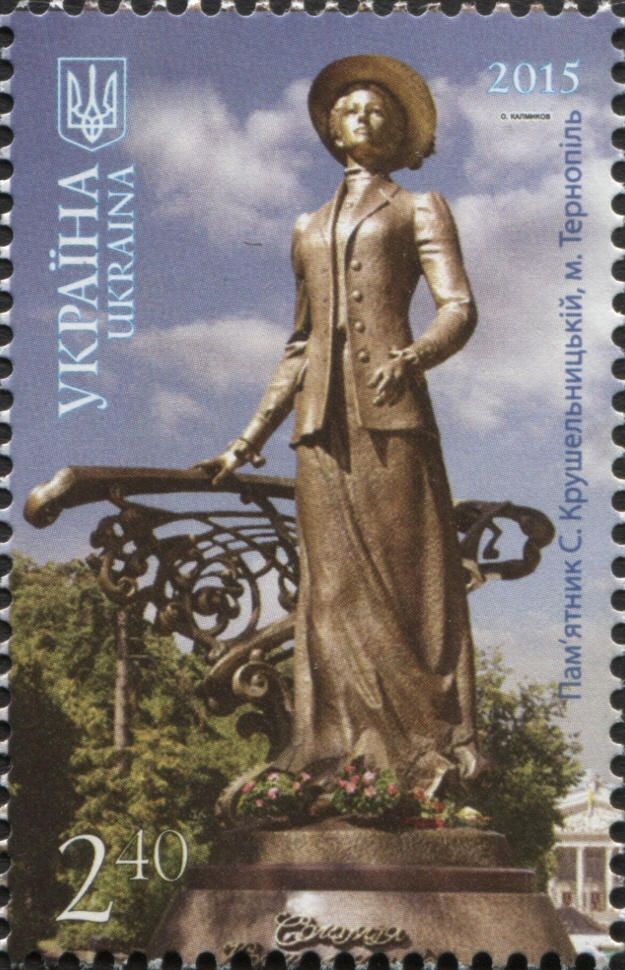
«Пам'ятник Соломії Крушельницькій», поштова марка України (2015)

Ідея пам'ятника встановлення зародилася ще в 1989 році. Тоді планувалося, що він постане біля Тернопільського музичного училища імені Соломії Крушельницької. Там було закладено камінь, але ідею не реалізували.
У 2003 році голова благодійного фонду «Соломія» Марта Подкович порушила питання про спорудження пам'ятника. 30 березня 2004 року у Тернополі відбувся перший благодійний концерт по збору коштів на нього за участю народних артистів України Мирослава Скорика, Ігоря Пилатюка, камерного оркестру Музичної академії.
У церемонії відкриття, яке відбулося 22 серпня 2010 року, взяли участь племінник оперної прими, народний артист України Мирослав Скорик, міський голова Тернополя Роман Заставний, голова облдержадміністрації Михайло Цимбалюк, голова обласної ради Олексій Кайда, голова благодійного фонду ім. С. Крушельницької Марта Подкович.

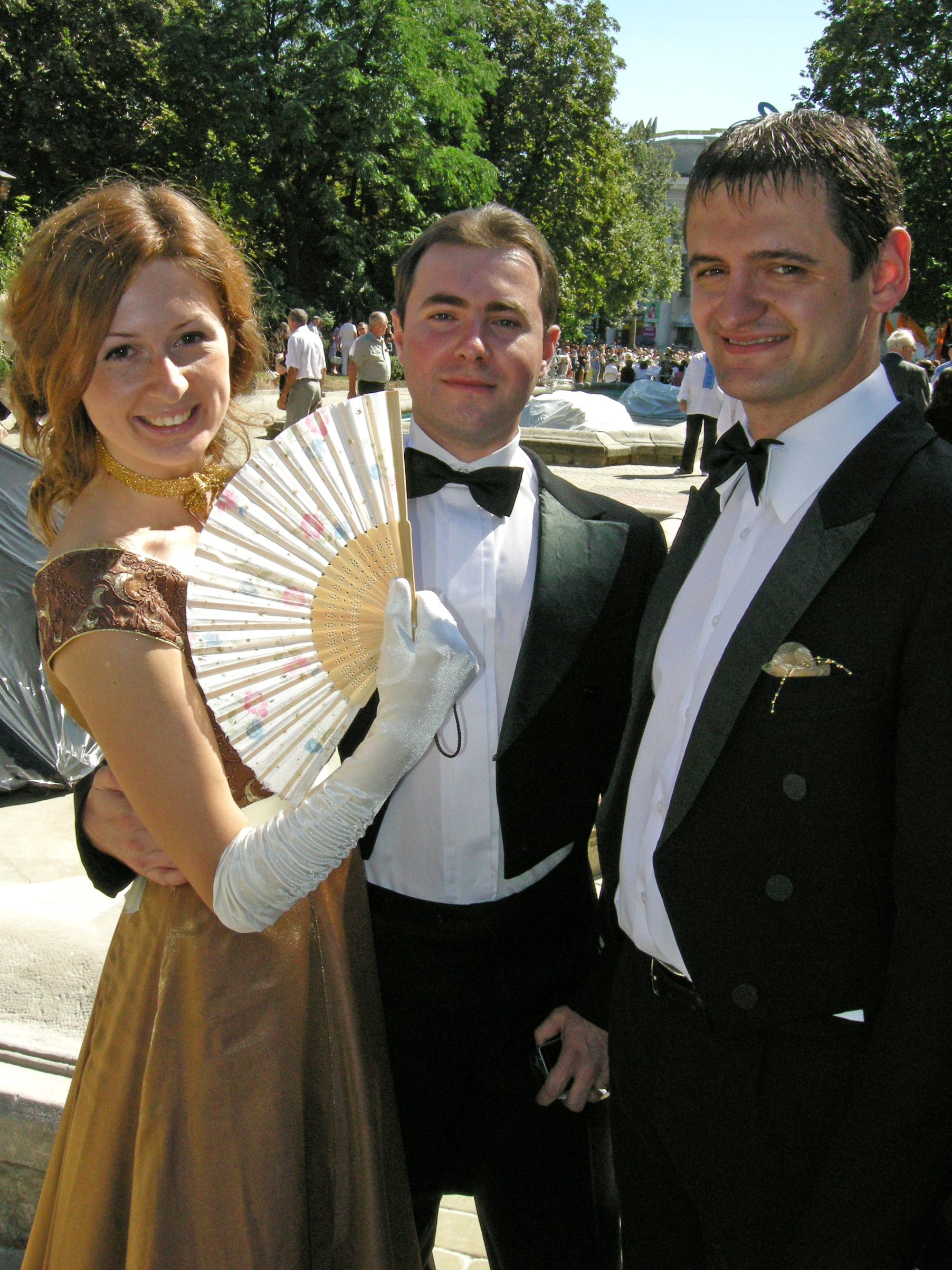
Актори в костюмах початку XX століття
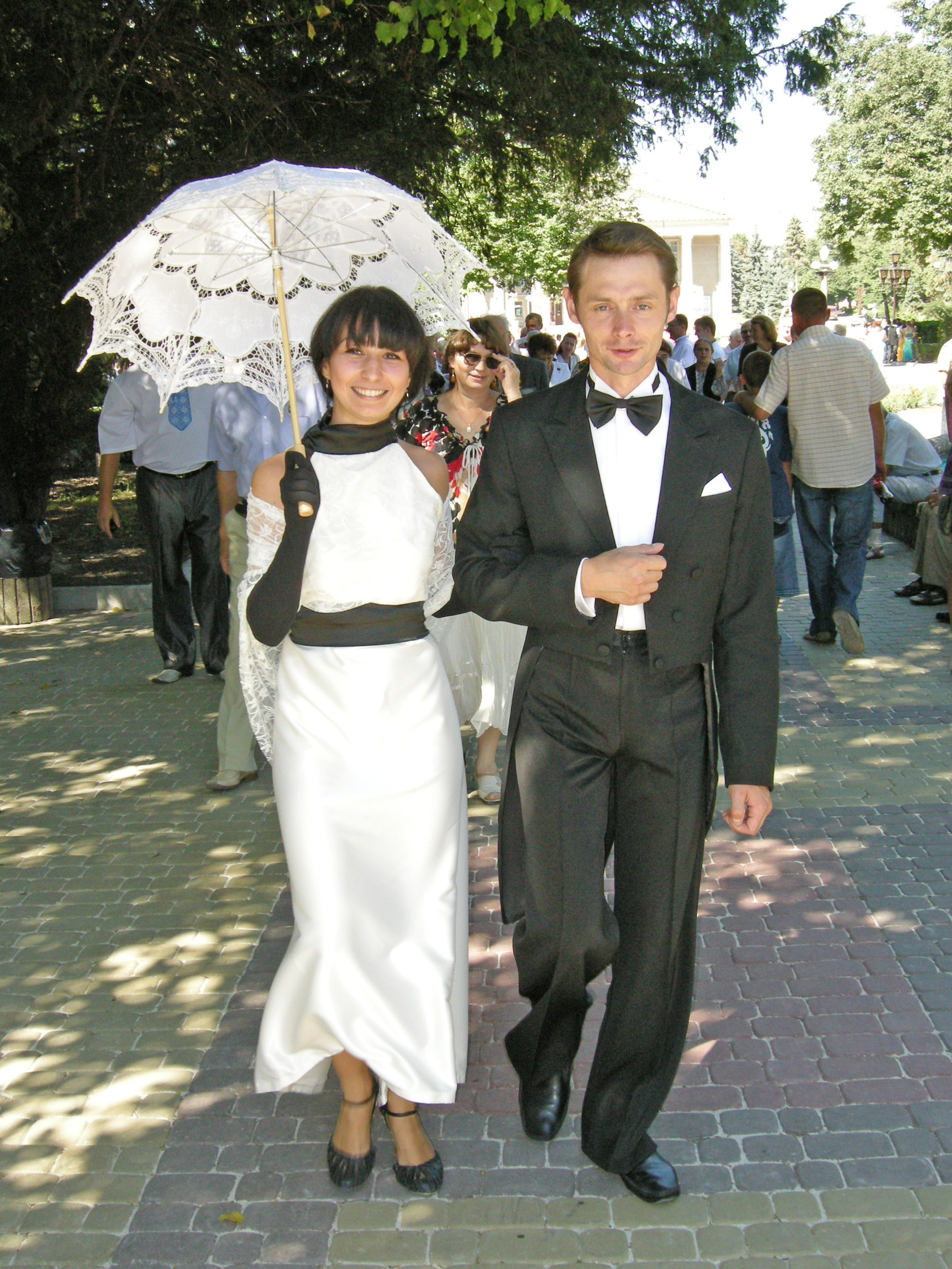
Актори в костюмах початку XX століття дефілюють у сквері Т. Шевченка
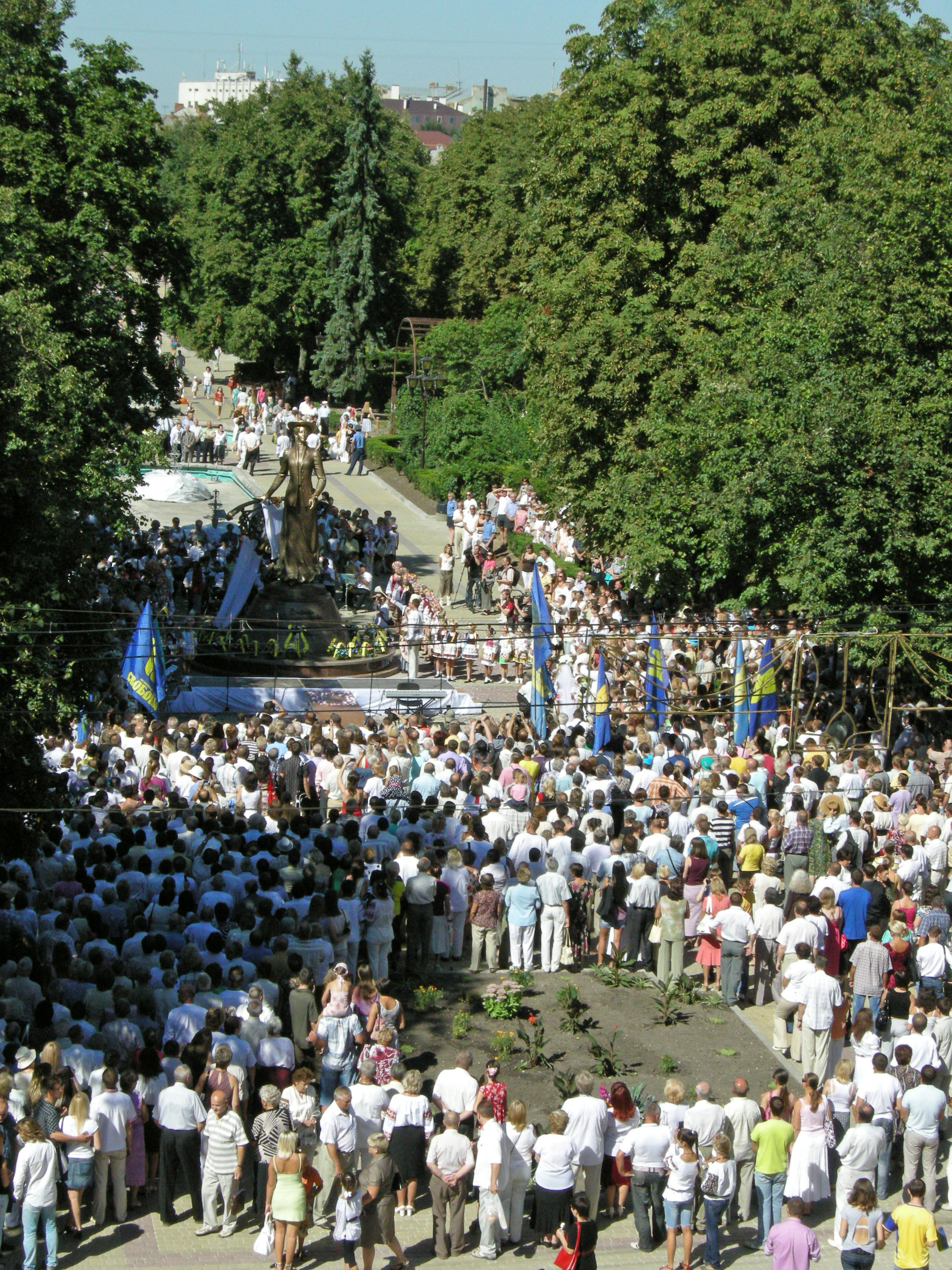
Вигляд на урочини з третього поверху ЦУМу
Вигляд на пам'ятник зі східного боку

## Урочистості
Біля пам'ятника щорічно в день народження Соломії Крушельницької відбуваються святкові урочини.